# Kyle Brock
Kyle Brock é um requisitado baixista da cena musical de Austin, Texas, EUA, conhecido por seus trabalhos com o guitarrista Eric Johnson e com a banda The Electromagnets.
Em 1982, ele foi eleito o baixista do ano pela revista Revista Austin Chronicle.

## Discografia

### Com a bandaThe Electromagnets
- 1975 - Electromagnets (relançado em CD em 1998)
- 1975 - Electromagnets II (lançado somente em 2005)

### ComEric Johnson
- 1986 - Tones
- 1990 - Ah Via Musicom
- 1998 - Seven Worlds (O álbum foi gravado em 1978, mas lançado somente 20 anos depois)
- 2005 - Live from Austin, Texas (CD/DVD)
- 2010 - Up Close

#### Com o ProjetoG3
- 1996 - G3: Live in Concert (Joe Satriani, Steve Vai e Eric Johnson) - CD e DVD

### Participação em Outros Projetos
- 1982 - Álbum "X-Spand-X", da banda X-Spand-X.
- 1997 - Álbum "Cosmic Americana", da banda Steam Donkeys
- 1998 - Álbum "Friends" da banda Duck Soup
- 1999 - Álbum	"Mood Swing", de Ray MacCarty
- 1999 - Álbum	"Koko's Hideaway", de Van Wilks
- 2004 - Álbum	"Texas Jukin'", de Van Wilks
- 2010 - Álbum	"Codename: Rondo" da banda Ghostland Observatory.

## Prêmios e Indicações
| Ano  | Prêmio                          | Categoria    | Resultado | Ref.  |
| ---- | ------------------------------- | ------------ | --------- | ----- |
| 1982 | Revista Austin Chronicle Awards | Best Bassist | Venceu    | [ 3 ] |